# Karabucak, Çelebi
Karabucak là một xã thuộc huyện Çelebi, tỉnh Kırıkkale, Thổ Nhĩ Kỳ. Dân số thời điểm năm 2010 là 114 người.